# 38 Orionis
38 Orionis (n² Orionis) é uma estrela na direção da Orion. Possui uma ascensão reta de 05h 34m 16.79s e uma declinação de +03° 46′ 01.0″. Sua magnitude aparente é igual a 5.32. Considerando sua distância de 345 anos-luz em relação à Terra, sua magnitude absoluta é igual a −1.13. Pertence à classe espectral A2V.